# Der Landpfarrer

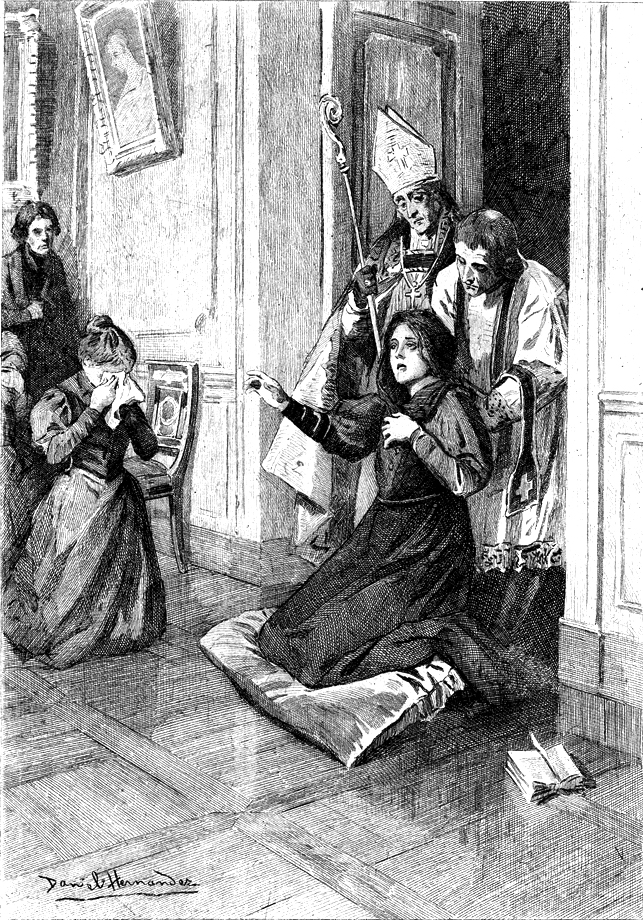
Illustration von Daniel Hernández

Le Curé de village (wörtlich: Der Dorfpfarrer) ist ein 1841 erschienener Roman von Honoré de Balzac, der im Deutschen 1845 und 1924 zunächst mehrfach unter dem Titel Der Landpfarrer erstmals erschien.

## Entstehungsgeschichte
Balzac publizierte das Werk zunächst 1839 als Feuilletonroman  in der Zeitung  La Presse. Nach dieser Erstveröffentlichung überarbeitete er den Text mehrfach, bevor er ihn 1841 in Buchform publizierte. Die endgültige Fassung ist datiert mit „Paris, janvier 1837-mars 1845“. Der Werk gehört zu den Szenen aus dem Landleben der Comédie humaine und damit zu dem Hauptteil der Sittenstudien des Gesamtwerks.

## Deutsche Übersetzungen
Bereits kurz nach der Buchpublikation in Frankreich erschien 1845 eine deutsche Übersetzung in Tübingen ohne Übersetzerangabe dem Titel Der Landpfarrer und mit dem Untertitel Eine Erzählung für die reifere Jugend. Dieser folgte 1924 in Berlin eine Übersetzung von Emmi Hirschberg wiederum unter dem Titel Der Landpfarrer. Nur ein Jahr später erschien 1925 in München eine weitere von Paul Hansmann unter dem wörtlicher übersetzten Titel Der Dorfpfarrer. Diese beiden Übersetzungen wurden immer wieder aufgelegt:
- Der Landpfarrer, übersetzt von Emmi Hirschberg, 1924[3], 1954[4], 1977[5], 1991[6], 1998[7]
- Der Dorfpfarrer, übersetzt von Paul Hansmann, 1925[8], 2011[9]

Kurioserweise erschien die Übersetzung von Paul Hansmann 2012 unter dem von Emmi Hirschberg gewählten Titel Der Landpfarrer.

## Handlung
Als einzige Tochter eines Jahrmarkts-Altmetallhändlerpaares aus der Auvergne, das ihr eine bedeutende Mitgift zusammengespart hat, heiratet Véronique Graslin einen reichen Bankier aus Limoges, der sie zugunsten seiner Geschäfte vernachlässigt. Ihre besondere Schönheit zieht Repräsentanten der guten Gesellschaft um sie herum an, insbesondere den Staatsanwalt.
In Limoges bringt ein Verbrechen die Bevölkerung in Aufruhr: Ein alter Geizhals mit dem sprechenden Namen Pingret (fr. pingre: geizig) ist bestohlen und ermordet worden. Der Schuldige wird verhaftet; es handelt sich um einen aus dem Nachbarort Montégnac stammenden Porzelanarbeiter namens Tascheron. Er leugnet zuerst hartnäckig, gibt aber sein Verbrechen zu, nachdem der Pfarrer seines Heimatortes, Monsieur Bonnet, ihm ins Gewissen geredet hat und ergibt sich in sein Schicksal, immerhin mit den Sterbesakramenten versehen, zum Tod verurteilt und hingerichtet zu werden. Um der Schande zu entgehen, wandert die Familie des Verurteilten in die Vereinigten Staaten aus, wo sie in Ohio die gedeihende Ortschaft Tascheronville gründet.
Nach dem Tod ihres Mannes zieht sich Véronique nach Montégnac zurück und widmet ihr Leben dem Dienst am Nächsten als gleichsam aktive Form eines monastischen Rückzugs. Sie unternimmt insbesondere Bewässerungsprojekte, um den trockenen Boden der Gemeinde fruchtbar zu machen. Sie handelt als Wohltäterin des Dorfes, man betrachtet sie als Heilige des Ortes. Tatsächlich leistet sie die selbst auferlegte Buße für eine schreckliche Verfehlung, die sie erst sterbend offenbart.

## Motiv
Der Roman beginnt zunächst wie eine Detektivgeschichte: Ein geheimnisvoller Mord wird begangen, eine Untersuchung und ein Prozess folgen. Das Verhalten der Protagonistin Véronique Graslin wird erst ganz am Schluss erklärt. Jetzt erst versteht man, dass Tascheron lieber sterben wollte als Véronique entehrt zu sehen.
In dem Roman werden wieder Themen angeschnitten, die bereits in Balzacs Landarzt (Le Médecin de campagne) präsent sind: die Verbesserung der Lebensbedingungen der Landbevölkerung und die Buße durch eigene Hingabe. Das Werk verteidigt die katholische Religion und blickt positiv auf konservative Werte und Einrichtungen (Recht des Älteren, Königtum), aber auch auf Elemente der Modernität wie die Bodenmelioration und die Industrie.

## Verfilmungen
- 1908: Le Curé de campagne, Stummfilm von Henri Pouctal
- 1915: The Country parson [Le Curé de village], Regie: Travers Vale, USA 1915. Int.: Clairette Clare, Jack Drumier, c.-m.[11]
- 1969: Le Curé de village, Fernsehfilm von Edmond Tyborowski.